# Muscicapa striata
El papamoscas gris (Muscicapa striata) es una especie de ave paseriforme de la familia Muscicapidae. Es de pequeño tamaño, con una longitud de 13,5 a 15 cm.

## Taxonomía
En enero del año 2017, en su versión 7.1, la  IOC dividió esta especie en dosː
- Muscicapa striata incluyendo las subespecies striata, inexpectat, neumanni, sarudnyi y mongola para la que mantuvo su nombre en inglés spotted flycatcher.

- Muscicapa tyrrhenica incluyendo las subespecies balearica y tyrrhenica que denominó mediterranean flycatcher.

## Hábitat
El papamoscas busca zonas arboladas donde los árboles se presenten poco densos y con espacios entre sus ramas. También en zonas urbanas, campo abierto, huertos, cultivos, jardines, etc. El hábitat difiere de una a otra región de Europa.

## Dieta
El papamoscas gris se alimenta de insectos volantes, principalmente dípteros e himenópteros pero también lepidópteros, coleópteros...,etc. Posee una técnica de caza muy particular, atrapando a los insectos al vuelo desde una rama que domine su territorio a la que volverá tras conseguir la presa, es decir, realizando vuelos cortos. Los insectos son cazados en las cercanías inmediatas a los árboles, lo que explica la necesidad de tener ramas exteriores libres de hojas sobre su territorio. Frecuentemente caza desde un alambre del tendido eléctrico, una cuerda, una alambrada, un poste o un vallado. 
Más raramente, puede ingerir bayas de saúco u otros arbustos.

## Reproducción

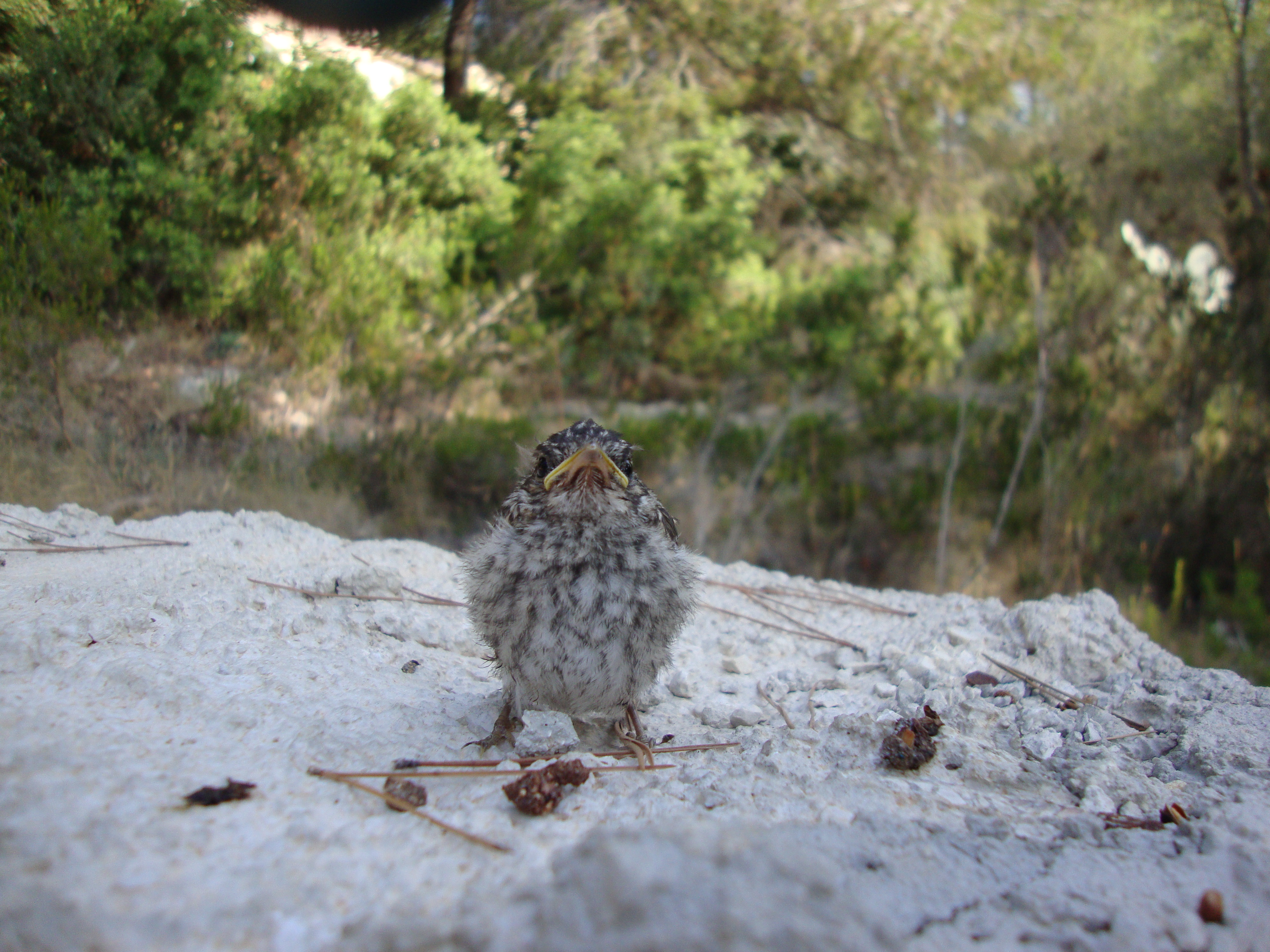
Polluelo de papamoscas gris.

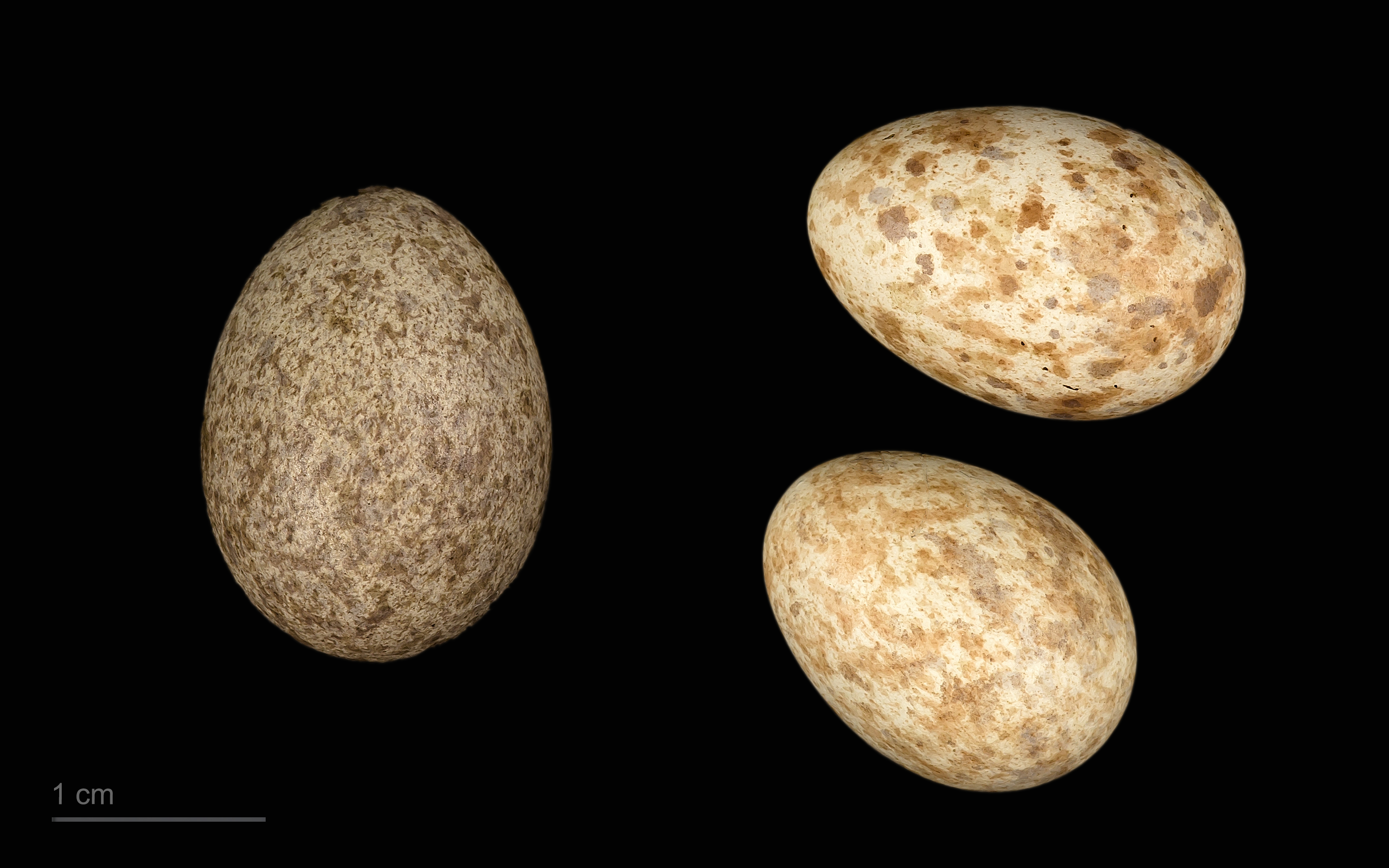
Cuculus canorus canorus en un nido de Muscicapa striata - MHNT

La nidificación es efectuada desde finales de mayo a finales de julio, a veces hasta en agosto para las últimas nidadas. El nido está hecho de tallos y raicillas secas y es construido en las cavidades de los árboles o más raramente en alguna cavidad mural, estando situado a una altura muy variable. La abertura de la cavidad debe ser bastante ancha, lo que explica que a menudo las nidadas sean destruidas por córvidos o roedores. Frecuentemente efectúan dos nidadas. El territorio puede ser muy limitado: de 0,2 a 1 ha.

## Distribución
- A nivel mundial. Presenta una distribución euroturquestana, aunque abarca toda Europa, desde el norte de Escandinavia hasta el mediterráneo, incluyendo las grandes islas y el norte de África, incluido Mongolia (por el este) y parte del Himalaya. La mayor parte de la población europea de esta especie se encuentra en Suecia, Finlandia, Rusia y Bielorrusia.
- En España, constituye una especie nidificante que está presente en todas las comunidades autónomas peninsulares, así como en Baleares.

## Migración
Migratorio transahariano. La alimentación del papamoscas gris, lo convierte en un ave necesariamente migratorio. Dejan Europa a partir de agosto hasta mediados de octubre para establecerse durante el invierno en África tropical, tanto en sabanas como en bosques tropicales. La vuelta primaveral se efectúa a principios de mayo. Las sequedades de las últimas décadas en Sahel y la desertización creciente provoca una mortalidad muy elevada en estas aves durante las migraciones.

## Población
Las poblaciones de papamoscas gris están en decadencia casi en toda su área de distribución. Las causas de esta decadencia no son del todo conocidas, cabiendo suponer que entre ellas se encuentran las sequedades extremas de Sahel (sequías en África), los veranos fríos y húmedos en sus áreas de reproducción, la desaparición en el paisaje de elementos tales como los setos o vergeles, así como el empleo de plaguicidas en las huertas, son unas causas muy probables. La conservación de los viejos vergeles es pues una de las medidas de conservación favorables para la especie. También hacen mella en las poblaciones de esta especie la caza ilegal realizada por pajareros.